# Yakfleisch

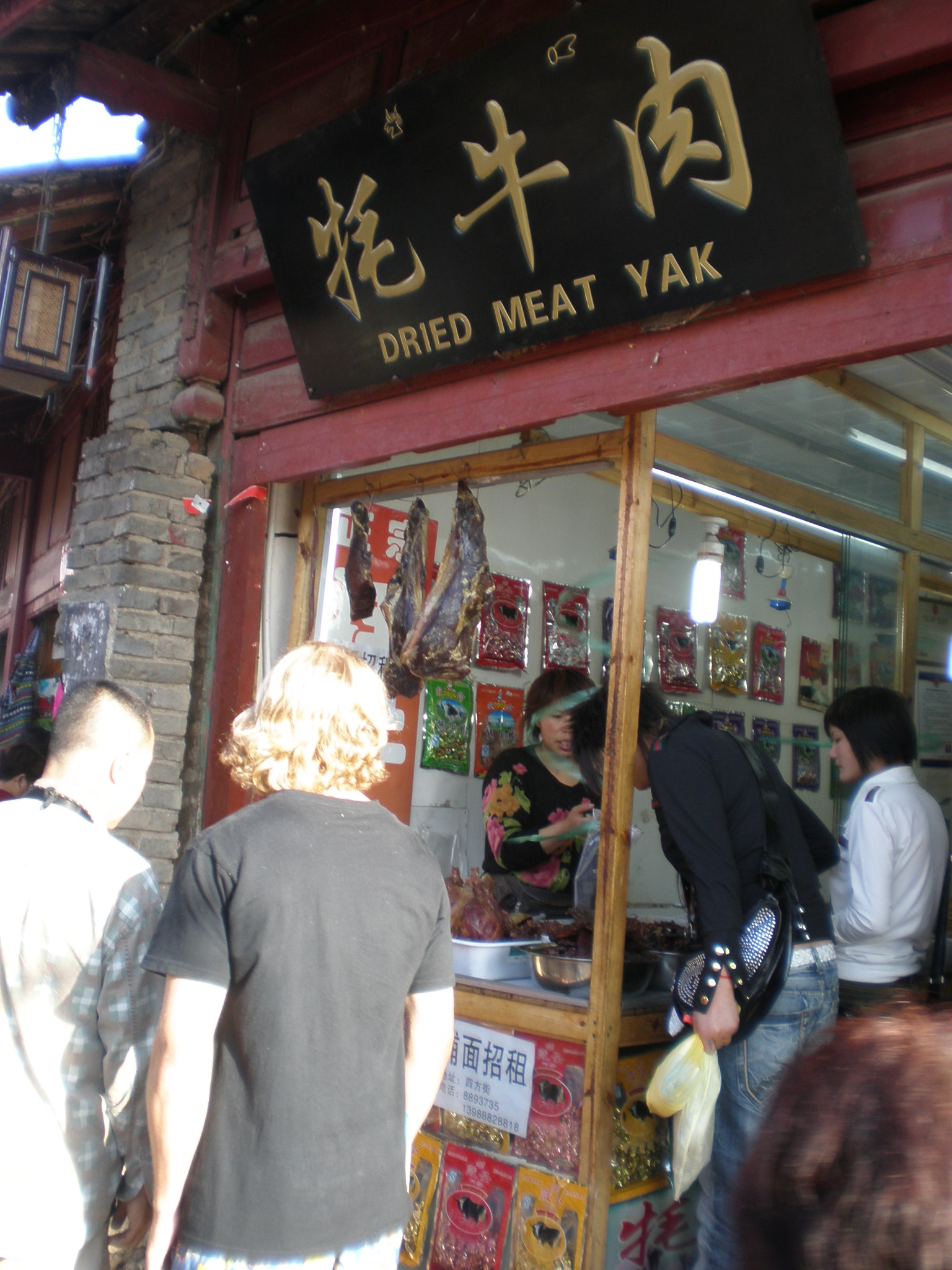
Laden in Yunnan, der u. a. Yakfleisch verkauft

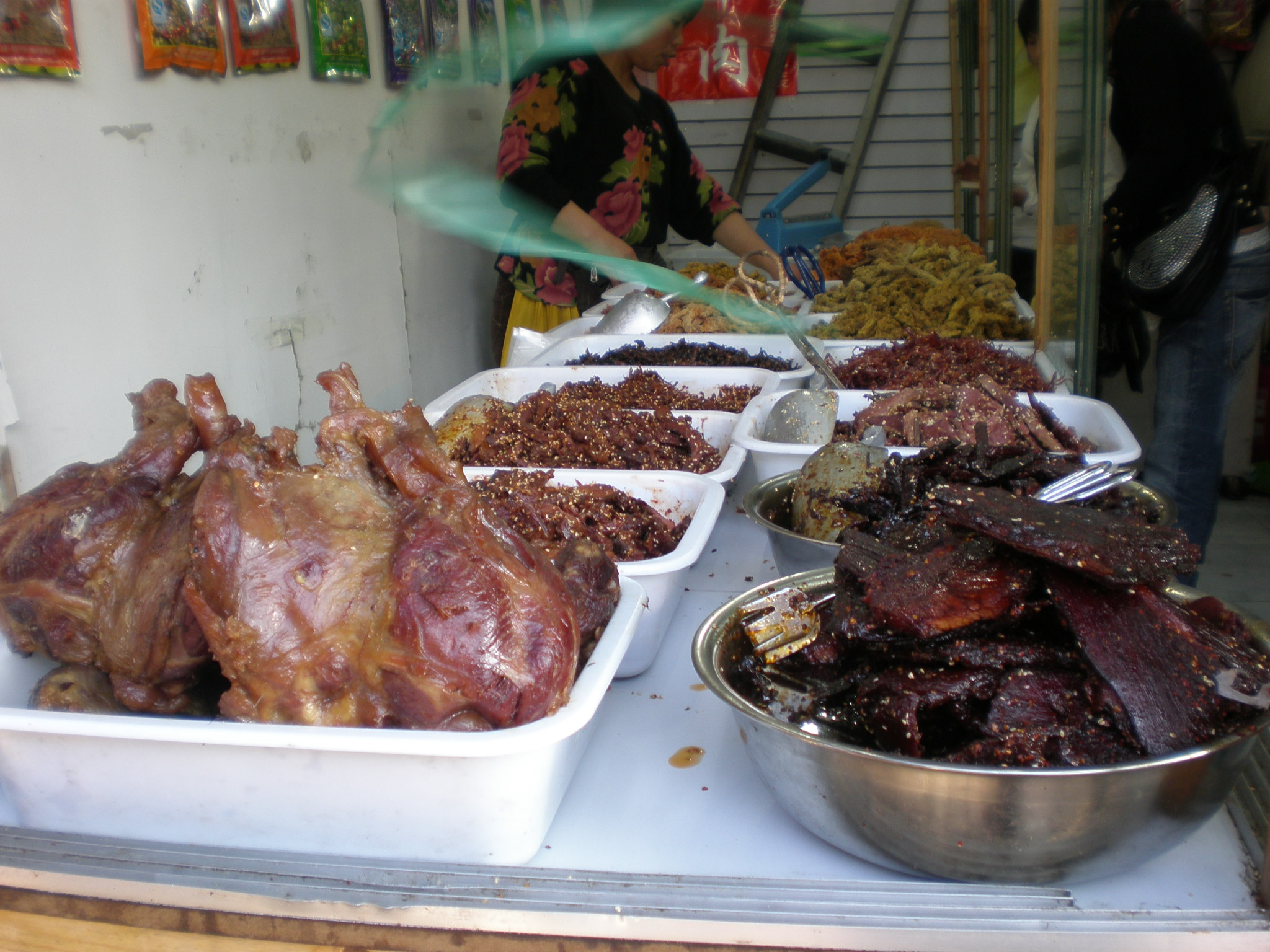
Yakfleisch

Yakfleisch, das Fleisch vom Yak, spielt in der westlichen Welt nur eine äußerst geringe Rolle. In einigen zentralasiatischen Ländern ist der Yak, der extremere Klimabedingungen verträgt und das reduzierte Nahrungsangebot der zentralasiatischen Hochplateaus nutzen kann, ein wesentlicher Fleischlieferant. So stammt etwa fünfzig Prozent des im tibetischen und Qinghai-Hochland verzehrten Fleisches vom Yak.

## Merkmale des Fleisches
Yakfleisch ähnelt Rindfleisch, hat allerdings einen etwas geringeren Energiegehalt. 100 Gramm Muskelfleisch vom Yak hat im Durchschnitt einen physiologischen Brennwert von ca. 605 kJ (145 kcal), während vergleichbares Rindfleisch im Durchschnitt einen Brennwert von ca. 775 kJ (185 kcal) hat. Das Fleisch ist grobfaserig und hat einen geringen Anteil an intrazellulär eingelagertem Fett. Es ist tiefrot, da es einen hohen Myoglobingehalt aufweist. 
Yakfleisch ist reich an Eisen und Zink. Das Fett enthält pro Kilogramm im Durchschnitt 19 mg Carotin. Das ist deutlich höher als bei Rinderfett, das nur 7 mg Carotin enthält. Yakfett ist deshalb deutlich gelber als Rinderfett.

## Nutzung
Das Fleisch von wilden Yaks spielt heute im Gegensatz zu früher keine Rolle mehr. Geschlachtet werden Hausyaks, wobei die Fleischleistung starken Schwankungen unterworfen ist, da bei den verschiedenen Yak-Rassen bislang eine Zucht auf Fleischleistung weitgehend unterblieben ist. Zur Erhöhung der Fleischleistung werden gelegentlich Rinder mit Yaks gekreuzt. Die Bastarde der ersten Generation sind dabei in der Regel schwerer als die Elterngeneration. Yakfleisch von jungen Tieren ist nicht weniger zart als das von jungen Rindern. Da Yaks in Zentralasien eine Bedeutung als Milch- und Wollelieferant haben und als Lasttier genutzt werden, werden jedoch viele alte Tiere geschlachtet. Eine weit entwickelte Fleischvermarktung existiert nicht. Yaks werden überwiegend für den Eigenbedarf geschlachtet. Die Nutzung von Yaks als Fleischlieferant unterliegt teilweise auch religiösen Restriktionen.

### Zentralasiatische Länder der ehemaligen Sowjetunion
In Nachfolgestaaten der Sowjetunion hat es einige Anstrengungen gegeben, die Nutzleistung von Yaks zu verbessern, unter anderem durch eine gezieltere Zucht. Vereinzelt wurden Herden im Winter zugefüttert und Jungtiere in Stallhaltung gemästet. Die Fleischvermarktung war hier am weitesten fortentwickelt.

### Mongolei
In der Mongolei gibt es keine sehr weit entwickelte Fleischvermarktung. Schlachthöfe existieren nur in größeren Städten, so dass die yakhaltenden Bevölkerungsgruppen wenig Möglichkeiten haben, das Fleisch zu verkaufen. Die Tiere werden daher zu einem großen Teil ausschließlich für den Eigenbedarf geschlachtet. Fleisch, das nicht sofort verzehrt wird, wird häufig als sogenanntes Borts in dünnen Streifen getrocknet. Wegen der geringen Umgebungstemperatur ist dieses getrocknete Fleisch häufig über mehrere Jahre haltbar und leicht zu transportieren.

### Tibet
Die Fleischnutzung ist durch den weit verbreiteten buddhistischen Glauben teils eingeschränkt. Die Bevölkerungsgruppen im Hochland, wo Landwirtschaft aufgrund der klimatischen Bedingungen nicht oder nur sehr eingeschränkt möglich ist, sind allerdings auf die Fleischnahrung angewiesen. Der zunehmende chinesische Bevölkerungsanteil in Tibet hat außerdem eine erhöhte Nachfrage nach Fleisch geschaffen. Gläubige Bergnomaden, die wegen fehlender Berufsschlachtern ihr Vieh selber schlachten, geben häufig den Tieren vor der Schlachtung geweihtes Wasser oder entzünden eine Butterlampe als Opfer vor dem Hausaltar. Schlachtzeitpunkt ist in der Regel der späte Herbst oder Winteranfang. Yakfleisch wird gelegentlich zu Würsten verarbeitet. Es wird außerdem getrocknet und geräuchert. 

### Nepal
Während Rindfleisch zum Teil aus religiösen Gründen nicht verzehrt wird, gibt es sich teils widersprechende Auslegungen, inwieweit Yakfleisch und das Fleisch von Rind-Yak-Hybriden von diesen religiösen Vorschriften betroffen ist. In den Hochgebirgslagen Nepals, in denen Ackerbau nur sehr eingeschränkt möglich ist, spielt Yakfleisch in jedem Fall eine große Rolle in der Ernährung. Sherpas töten ihr Vieh in der Regel nicht selber, sondern überlassen diese Aufgabe Schlachtern, die anderen Bevölkerungsgruppen angehören. Das Fleisch wird häufig nicht nur frisch verzehrt, sondern auch getrocknet und geräuchert. 

### Indien und Bhutan
In Indien spielen Yaks überwiegend im Bundesstaat Sikkim eine Rolle. Dieser liegt im südlichen Himalaya zwischen Nepal, Bhutan und China. Die Fleischnutzung von Yaks spielt in Sikkim und in Bhutan eine nur nachgeordnete Rolle. Yakfleisch findet jedoch eine höhere Wertschätzung als Rind. In Indien wurden in den 1990er Jahren pro Kilogramm Yakfleisch 10 Rupien bezahlt, während vergleichbares Rindfleisch für 7,5 Rupien gehandelt wird.

## Belege